# Roberto Mirri
Roberto Mirri (Imola, 21 agosto 1978) è un allenatore di calcio ed ex calciatore italiano, di ruolo difensore.

## Carriera
Inizia la carriera calcistica nella Fiorentina, debuttando in Serie A il 2 novembre 1997, disputando per intero la gara sul campo del Piacenza, conclusasi sullo 0-0, e collezionando altre 4 presenze in quel campionato.
Rimane con i viola anche la stagione seguente, conclusasi senza nessuna presenza, per poi trasferirsi all'Empoli, in Serie B. Tra il 1998 ed il 1999 conta anche 2 presenze con la maglia della Nazionale Under-21.
Nel 2003 approda al Catania in prestito, finché nel 2004 decide di tentare l'esperienza belga nelle file del Mons, nel quale milita per cinque stagioni, diventando il giocatore con più presenze nella centenaria storia del club.
Ad agosto 2009 si trasferisce al Südtirol, squadra militante nel campionato di Seconda Divisione. Nella prima stagione con gli altoatesini scende in campo solo 5 volte a causa di un infortunio che lo tiene lontano dal campo per 7 mesi. Con la maglia del Südtirol vince il campionato approdando in Prima Divisione. Nella seconda stagione colleziona 18 presenze, ma la squadra retrocede.
Nella stagione 2011-2012 scende di categoria firmando per l'ambizioso progetto dell'Unione Venezia in Serie D, con il quale ottiene la promozione in Lega Pro con una giornata d'anticipo, il 29 aprile 2012. Con i lagunari colleziona 25 presenze in campionato, 1 in Coppa Italia e 4 nella poule scudetto.
Nell'estate del 2012 si trasferisce al Matera Calcio, squadra militante in Serie D.
L'esperienza a Matera risulta al di sotto delle aspettative e a gennaio 2013 fa ritorno in Alto Adige, vestendo la maglia del Sankt Georgen dapprima in serie D, poi in Eccellenza. Durante la sua permanenza al St. Georgen ricopre anche il ruolo di allenatore del settore giovanile della stessa squadra, ruolo che mantiene anche dopo il ritiro dal calcio giocato al termine della stagione 2015-2016. Dopo sei anni trascorsi al St. Georgen, l’ultimo dei quali sulla panchina della juniores nazionale, torna a Bolzano come allenatore della squadra allievi U16 dell'FC Südtirol.

## Palmarès

### Club

#### Competizioni giovanili
- Coppa Italia Primavera: 1

Fiorentina: 1995-1996

#### Competizioni nazionali
- Serie D: 1

Venezia: 2011-2012 (girone C)
- Scudetto Dilettanti: 1

Venezia: 2011-2012